# Familia (pismo)
Familia (pol. rodzina) – rumuńskojęzyczne pismo o profilu encyklopedycznym i literackim, wydawane w Budapeszcie od 13 czerwca 1865 r. do 27 kwietnia 1880 r., a następnie od 31 grudnia 1906 r. w Oradei. Wydawcą pisma był siedmiogrodzki pisarz i publicysta, członek Akademii Rumuńskiej, Iosifa Vulcana (1841–1907).
Linia programowa pisma obejmowała krzewienie kultury, ugruntowanie uczuć patriotycznych, popieranie młodych talentów i popularyzację literatury światowej. Na łamach „Familii” debiutował m.in. Mihai Eminescu, publikowali w niej George Coșbuc, Octavian Goga, Vasile Alecsandri, Dimitrie Bolintineanu, Bogdan Petriceicu Hasdeu, Alexandru Vlahuță, Barbu Ștefănescu Delavrancea, Duiliu Zamfirescu.
Edycję „Familii” wznowiono w latach 1926–1929, 1934–1943, 1944–1945. W 1965 r. znów rozpoczęto wydawanie „Familii”, pismo ukazuje się do dzisiaj pod tytułem „Revista Familia”.